# ʿAmr ibn ʿUbaid
Abū ʿUthmān ʿAmr ibn ʿUbaid  (arabisch أبو عثمان عمرو بن عبيد, DMG Abū ʿUṯmān ʿAmr ibn ʿUbaid, geboren 699 in Basra; gestorben 761 in Marrān in der Nähe von Mekka) war ein islamischer Theologe und Hadith-Überlieferer, der der Qadarīya zugerechnet wird und neben Wāsil ibn ʿAtā' als einer der Begründer der Muʿtazila gilt. Zu Anfang der Abbasidenzeit hatte er eine sehr zahlreiche Gefolgschaft. ʿAmr stand in einem Näheverhältnis zu dem Kalifen al-Mansūr, wurde aber von diesem verdächtigt, einen Aufstand gegen ihn vorzubereiten.

## Herkunft
ʿAmr war Klient der Familie ʿArāda, die zu der Balʿadawīya-Untergruppe des Hanzala-Zweigs des arabischen Stammes Tamīm gehörte. Seine eigene Familie stammte aus der Region Kabul im heutigen Afghanistan. Sein Großvater Bāb war dort gefangen genommen worden, als die Muslime unter ʿAbdallāh b. Samura zwischen 663 und 665 Kabul erobert hatten, und war nach Basra verbracht worden. ʿAmrs Vater ʿUbaid, der von seiner Ausbildung her Weber war, diente unter al-Haddschādsch ibn Yūsuf als Polizist in Basra.

## Leben

### Unter den späten Umaiyaden
ʿAmr erlernte wie sein Vater den Weber-Beruf und machte dadurch wahrscheinlich schon früh die Bekanntschaft des gleichaltrigen Wāsil ibn ʿAtā', der in Basra seinen Lebensunterhalt als Garnhändler verdiente. Ihre enge Beziehung schlug sich auch darin nieder, dass Wāsil ʿAmrs Schwester heiratete. ʿAmr gehörte dem Lehrzirkel von al-Hasan al-Basrī an und interessierte sich für Kalām. Nach al-Hasans Tod im Jahre 728 scheint ʿAmr mit Qatāda ibn Diʿāma (gest. 735) um die Führung des Lehrzirkels gerungen zu haben. Nachdem er diesen Streit verloren hatte, schloss er sich Wāsil ibn ʿAtā' an. Auf dogmatischer Ebene vertraten die beiden ursprünglich unterschiedliche Ansichten. Wāsil soll aber ʿAmr in einem langen Streitgespräch zu seiner eigenen Lehre von dem Zwischenstatus (al-manzila baina l-manzilatain) des Todsünders bekehrt haben. Der Bruch mit den anderen Schülern von al-Hasan al-Basrī ging so weit, dass ihn einige von ihnen nicht mehr grüßten. 744 äußerte sich ʿAmr sehr lobend über den qadaritisch ausgerichteten umaiyadischen Kalifen Yazīd III. Auch soll er seine Leute dazu aufgefordert haben, zu dessen Unterstützung auszuziehen. Nach dem Tod von Wāsil im Jahre 749 trat ʿAmr an dessen Stelle als Führer der von ihm begründeten Bewegung.
Zwar arbeitete ʿAmr als Weber, doch lebte er vor allem von der Miete eines Hauses, in dem Palmblattflechter (ḫauwāṣūn) lebten. Daraus bezog er ein Einkommen von monatlich einem Dinar. Bezeugt ist außerdem, dass ʿAmr ibn ʿUbaid schon vor dem Sturz der Umaiyaden zu Abū Dschaʿfar, dem späteren abbasidischen Kalifen al-Mansūr, in Beziehung stand und Einfluss auf seine Ansichten hatte. Wenn Abū Dschaʿfar nach Basra kam, stieg er bei ʿAmr ibn ʿUbaid ab, wobei dieser für seine Kosten aufkam und ihm Wohltaten erwies.

### Während der Herrschaft von al-Mansūr
ʿAmrs Gefolgschaft wuchs in der frühen Abbasidenzeit beträchtlich. Verschiedene Quellen berichten davon, dass 30.000 Menschen auf seinen Befehl hörten. Abū Dschaʿfar al-Mansūr hielt nach seinem Herrschaftsantritt im Jahre 754 das freundschaftliche Verhältnis zu ihm aufrecht. Allerdings wurde ʿAmr auch von den alidischen Thronprätendenten umworben. ʿAbdallāh, der Vater von Muhammad an-Nafs az-Zakīya, schrieb einen Brief an ʿAmr und versuchte, ihn für die Sache der Aliden zu gewinnen. Außerdem gab es Gerüchte, dass ʿAmr einen Aufstand gegen al-Mansūr vorbereite. Möglicherweise war an den Gerüchten etwas dran, denn es wird überliefert, dass ʿAmr den Qādī von Kufa Ibn Schubruma (gest. 761) zum Dschihad aufforderte und dies mit dem Gebot des Amr bi-l-maʿrūf wa-n-nahy ʿan al-munkar begründete.
Al-Mansūr machte sich wegen dieser Aufstandsgerüchte große Sorgen und fürchtete einen Abfall von Basra und mehreren anderen Provinzen seines Reiches. Im Jahre 142 (= 759/60 n. Chr.) reiste er deswegen nach Basra und ließ ʿAmr zu sich kommen, um seine Haltung gegenüber an-Nafs az-Zakīya in Erfahrung zu bringen. ʿAmr ibn ʿUbaid sicherte al-Mansūr seine Neutralität zu und erinnerte ihn daran, dass er das Kämpfen mit dem Schwert nicht befürwortete. Den von ihm geforderten Treueschwur lehnte er jedoch ab, mit dem Argument, dass dem Kalifen, wenn er ihn aus Taqīya angelogen hätte, auch ein Schwur nichts nützen würde, weil er in diesem Falle auch Taqīya üben könnte. Möglicherweise fanden noch weitere Begegnungen mit al-Mansūr statt.  In einer von ihnen war al-Mansūrs Sohn Muhammad, der spätere Kalif al-Mahdī, anwesend war. ʿAmr kritisierte bei dieser Gelegenheit, dass al-Mansūr ihm diesen Thronnamen (al-Mahdī = "der Rechtgeleitete") gegeben hatte. Aber auch Muhammad an-Nafsīya stand ʿAmr reserviert gegenüber. Abū l-Faradsch al-Isfahānī zitiert ihn mit der Aussage, dass er keinem Mann den Treueid leisten wolle, den er nicht vorher auf seine Redlichkeit hin überprüft habe.
ʿAmr starb Anfang des Jahres 144 (= Frühjahr 761 n. Chr.) auf dem Rückweg vom Haddsch auf dem Weg von Mekka nach Basra in dem Ort Marrān, vier Tagesreisen von Mekka entfernt. Al-Mansūr soll später an seinem Grab gebetet, für ihn ein Bittgebet gesprochen und ein Trauergedicht rezitiert haben.

## Werke
ʿAmr ibn ʿUbaid stellte einen Korankommentar zusammen, der auf den Lehren al-Hasan al-Basrīs basierte, der aber weitgehend verloren ist. Er wurde innerhalb der Muʿtazila weitertradiert und noch bis ins frühe 10. Jahrhundert in al-Andalus benutzt. Nur ein paar wenige Zitate haben sich in der späteren Tafsīr-Literatur erhalten. Ansonsten soll ʿAmr noch ein Kitāb al-ʿAdl wa-t-tawḥīd ("Buch über Gerechtigkeit und Tauhīd") sowie ein Kitāb ar-Radd ʿalā al-qadariyya ("Buch zur Widerlegung der Qadarīya") verfasst. Auch diese Bücher sind nicht eigenständig erhalten, sondern nur in wenigen Exzerpten in späteren muʿtazilitischen Quellen. 

## Lehren
ʿAmr ist vor allem für seine Lehre vom freien Willen bekannt, die für ihn implizierte, dass der Mensch für seine Handlungen selbst verantwortlich ist und das Gottesurteil über die Taten der Menschen unbedingt gerecht ist. Ibn Qutaiba (gest. 889) zählte ihn deswegen auch zu den Qadariten. Im Bereich des Hadith bekämpfte ʿAmr solche Traditionen, die prädestinatianische Ansichten stützten. Dabei stieß er auf den Widerstand solcher Kollegen aus dem Lehrzirkel von al-Hasan al-Basrī, die dessen Erbe anders verstanden und eine solche prädestinatianische Auffassung vertraten. Hierzu gehörten insbesondere Aiyūb Sichtiyānī (gest. 748-49), Yūnus ibn ʿUbaid al-ʿAbdī (gest. 756 od. 757) und ʿAbdallāh ibn ʿAun (gest. 768).ʿAmrs Lehre vom freien Willen hatte auch Einfluss auf sein Verständnis des Korans, dem auf Grund von Sure 85:22 zu seiner Zeit eine göttliche Urschrift auf einer wohlverwahrten Tafel (lauḥ maḥfūẓ) zugeschrieben wurde. ʿAmr meinte, dass die Sünde des Abū Lahab, die in Sure 111:1 erwähnt wird, nicht auf der wohlverwahrten Tafel gestanden haben könnte, weil Abū Lahab sonst nicht für seine Sünden verantwortlich zu machen wäre und Gott den Menschen gegenüber am Jüngsten Tag kein Argument habe, wenn sie Sünder gewesen seien.
Hinsichtlich der Sündenlehre meinte ʿAmr, dass derjenige Muslim, der große Sünden (kabāʾir) begangen hat, auf der Stufe eines Munāfiq (Heuchler) stehe. Dies begründete er damit, dass in Sure 24:4 diejenigen, die in sündiger Weise ehrbare Frauen in Verruf haben, als Frevler (fāsiqūn) bezeichnet und in Sure 9:67 die Frevler mit den Heuchlern gleichgesetzt werden. Wāsil ibn ibn Atā' soll ihn dann davon überzeugt haben, für den großen Sünder nur den Begriff "Frevler" (fāsiq), weil sich auf ihn alle Muslime einigen können, und zwar sowohl die Charidschiten als auch die Murdschi'iten und Schiiten. Die Disputationen, die Wāsil ibn ʿAtā' mit ʿAmr hatte, soll er in einem Buch zusammengefasst haben. Unterschiede bestanden zwischen den beiden Männern besonders hinsichtlich der Beurteilung der ersten Kalifen. Während Wāsil ʿUthmān ibn ʿAffān nicht mochte, hatte ʿAmr eine gewisse Vorliebe für ihn und stellte Abū Bakr über ʿAlī ibn Abī Tālib.
Bekannt war auch ʿAmrs Position hinsichtlich der göttlichen Bestrafung von großen Sündern. ʿAmr vertrat die Auffassung, dass Gott zu einer solchen Bestrafung gezwungen sei, weil er dem Sünder im Koran Bestrafung angedroht habe und ein Bruch des göttlichen Versprechens gemäß Sure 13:31 nicht möglich sei. Als der Philologe Abū ʿAmr ibn ʿAlā' dies mit dem Argument zurückwies, dass die Araber nur dann von Wortbruch sprächen, wenn man etwas Gutes zu tun versprochen habe, hatte ʿAmr dem aber nichts entgegenzusetzen.
Im Bereich des Fiqh vertrat ʿAmr die Auffassung, dass nur das verboten ist, von dem dies explizit ausgesagt oder nach strenger Methode zu erschließen ist. Aus diesem Grund plädierte er auch für die Erlaubtheit des Dattelweins (nabīḏ). Seinem Lehrer al-Hasan al-Basrī schrieb er die Aussage zu, dass derjenige, der von Dattelwein betrunken sei, nicht ausgepeitscht werden müsste.

## Beurteilung durch die Nachwelt
Allgemein priesen muslimische Autoren ʿAmr für seine Askese, Aufrichtigkeit und Staatsferne. ʿAmrs Besuch bei Mansūr wurde mit Legenden ausgestaltet, die ihn als einen Prediger und Kritiker herrscherlichen Fehlverhaltens präsentieren, der den Kalifen erfolgreich zu gutem Handeln anhält.  Man hob hervor, dass er vierzig Jahre lang das Morgengebet mit dem Wudū' des Abendgebetes beten konnte, weil er in der Zwischenzeit nicht geschlafen hatte, und vierzig Jahre lang den Haddsch zu Fuß durchführte. In dieser Hinsicht wurde er auch seinem Vater gegenübergestellt, dessen Tätigkeit bei der Polizei als besonders verwerflich galt. "Der Beste der Menschen ist der Sohn des Übelsten der Menschen", soll man gesagt haben, und ʿAmrs Vater soll dem sogar beigepflichtet haben und das Verhältnis zwischen seinem Sohn und ihm selbst mit dem zwischen Abraham und dessen ungläubigem Vater Āzar verglichen haben.
Sunnitische Autoren wie al-Chatīb al-Baghdādī beklagten allerdings, dass Wāsil ibn ʿAtā' ʿAmr von der Lehrrichtung der Sunniten abgebracht habe. Sie warfen ʿAmr auch vor, seinem Lehrer al-Hasan al-Basrī Hadithe unterzuschieben, die qadaritische Ansichten stützen sollten. Da man ʿAmr als qadaritischen "Propagandisten" (dāʿiya) betrachtete, sonderte man ihm im Laufe der Zeit als Hadith-Autorität aus. Schon ʿAbdallāh ibn al-Mubārak und Maʿmar ibn Rāschid sollen so verfahren sein. Die negative sunnitische Sicht auf ʿAmr ibn ʿUbaid spiegelt sich insbesondere in einem Text des Hadith-Gelehrten ad-Dāraqutnī (gest. 995) mit dem Titel Aḫbār ʿAmr ibn ʿUbaid wider. Er besteht aus einer Anzahl von Anekdoten über ʿAmr, die ihn zur Zielscheibe von Angriffen auf die qadaritische Doktrin machen. Eine Geschichte, die in dem Text enthalten ist, handelt von einem Traum, in dem ein Mann ʿAmr in Gestalt eines Affen mit einer Kette um den Hals gesehen hatte. Als er ihn fragte, was der Grund für sein Aussehen war, erhielt er die Antwort: "Mein Glaube an die Qadarīya". Muʿtazilitische Autoren verwiesen dagegen darauf, dass ʿAmr von traditionalistischen Gelehrten wie Sufyān ath-Thaurī gegen den Vorwurf des Qadaritentums verteidigt wurde.